# Rinko Matsuda
Rinko Matsuda (jap. 松田 鈴子 Matsuda Rinko; * 10. April 2005 in Hiroshima) ist eine japanische Tennisspielerin.

## Karriere
Matsuda spielt überwiegend Turniere auf der ITF Women’s World Tennis Tour, bei der sie bislang aber noch keinen Titel gewonnen hat.
2022 erhielt sie Ende September eine Wildcard für die Qualifikation zu den Toray Pan Pacific Open, ihrem ersten Turnier auf der WTA Tour. Sie verlor aber bereits ihr Auftaktmatch gegen Himeno Sakatsume mit 4:6 und 2:6.